# Brassac (Tarn)
 Brassac  es una población y comuna francesa, ubicada en la región de Mediodía-Pirineos, departamento de Tarn, en el distrito de Castres. Es el chef-lieu y mayor población cantón de Brassac.

## Demografía

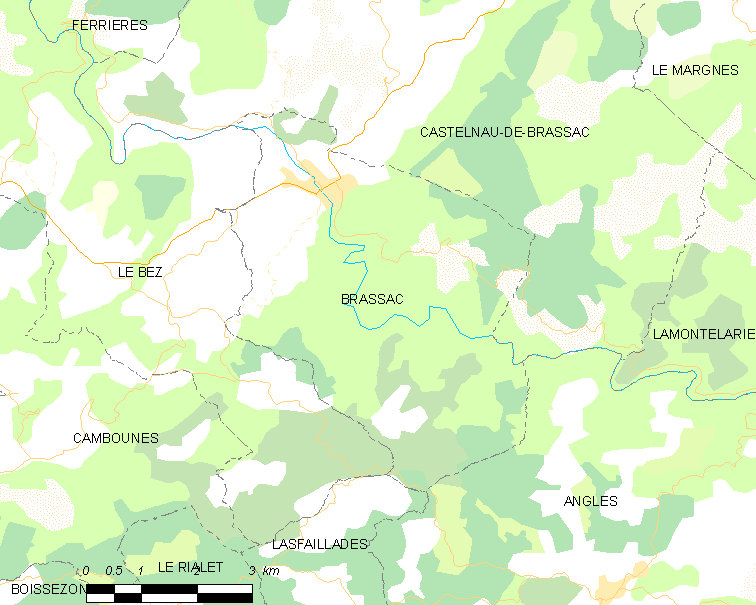
Mapa

| 1,578 | 1,611 | 1,629 | 1,671 | 1,539 | 1,427 |
| Para los censos de 1962 a 1999 la población legal corresponde a la población sin duplicidades (Fuente: INSEE [Consultar]) |       |       |       |       |       |

## Galería

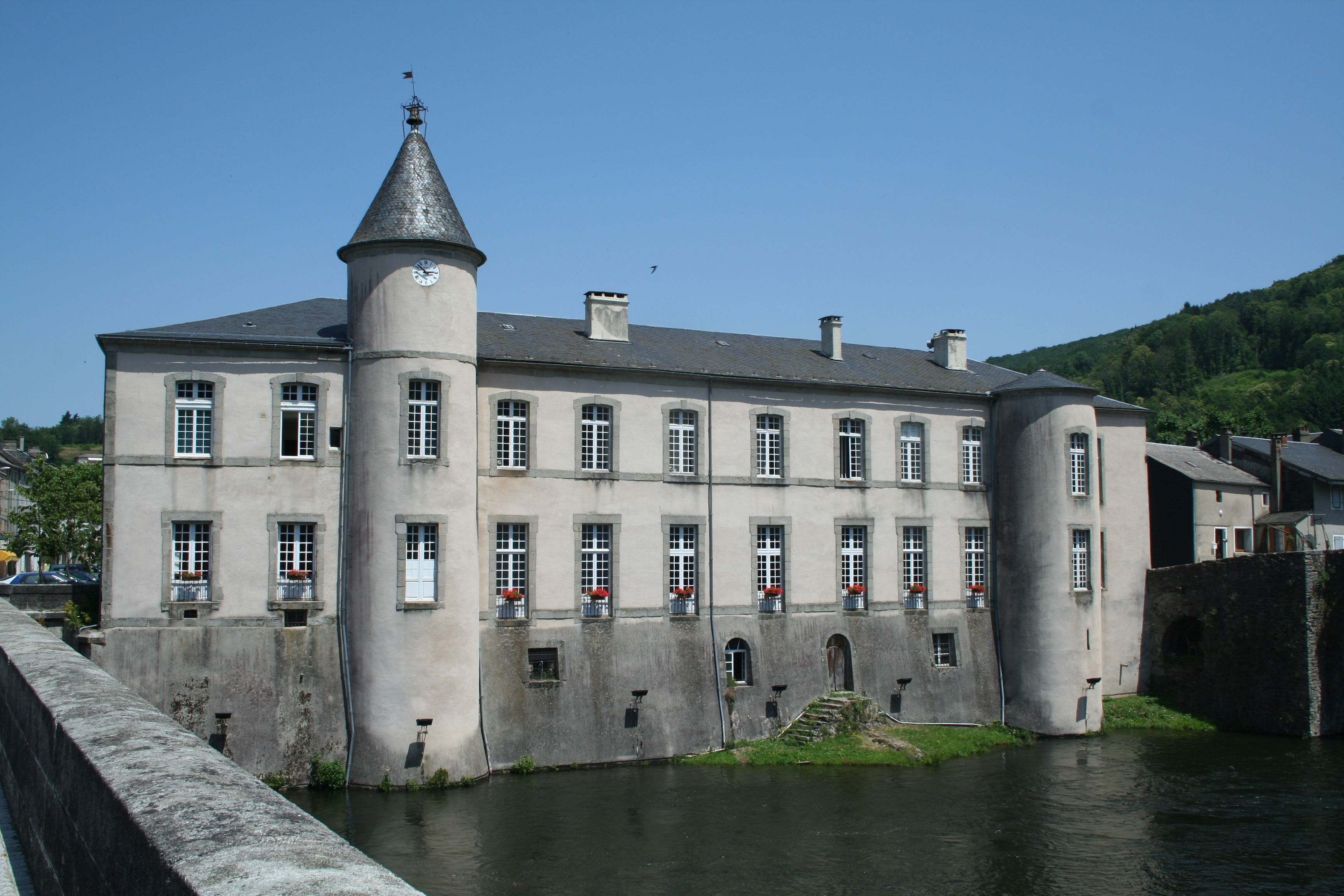
Castillo - ayuntamiento.
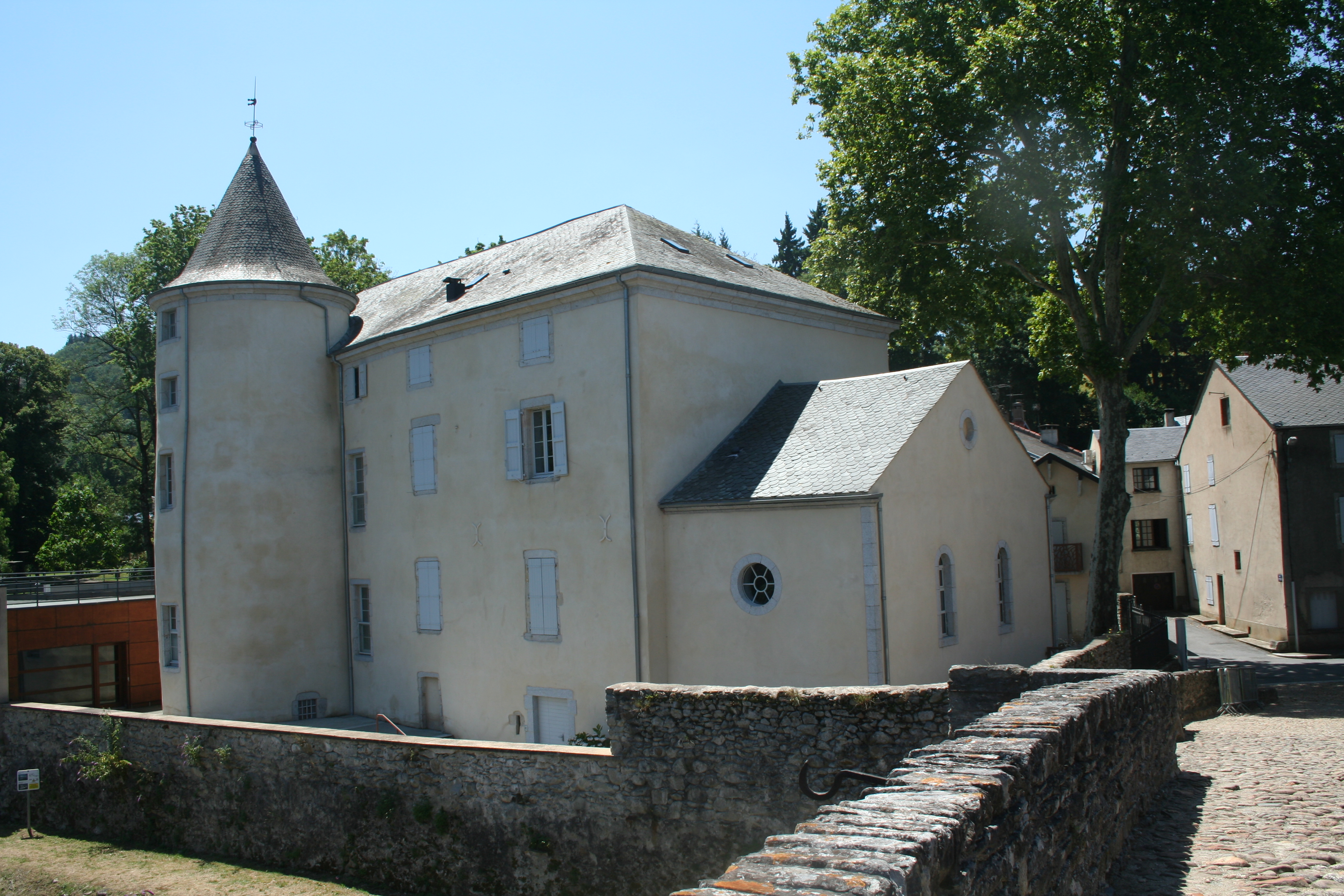
Castillo.
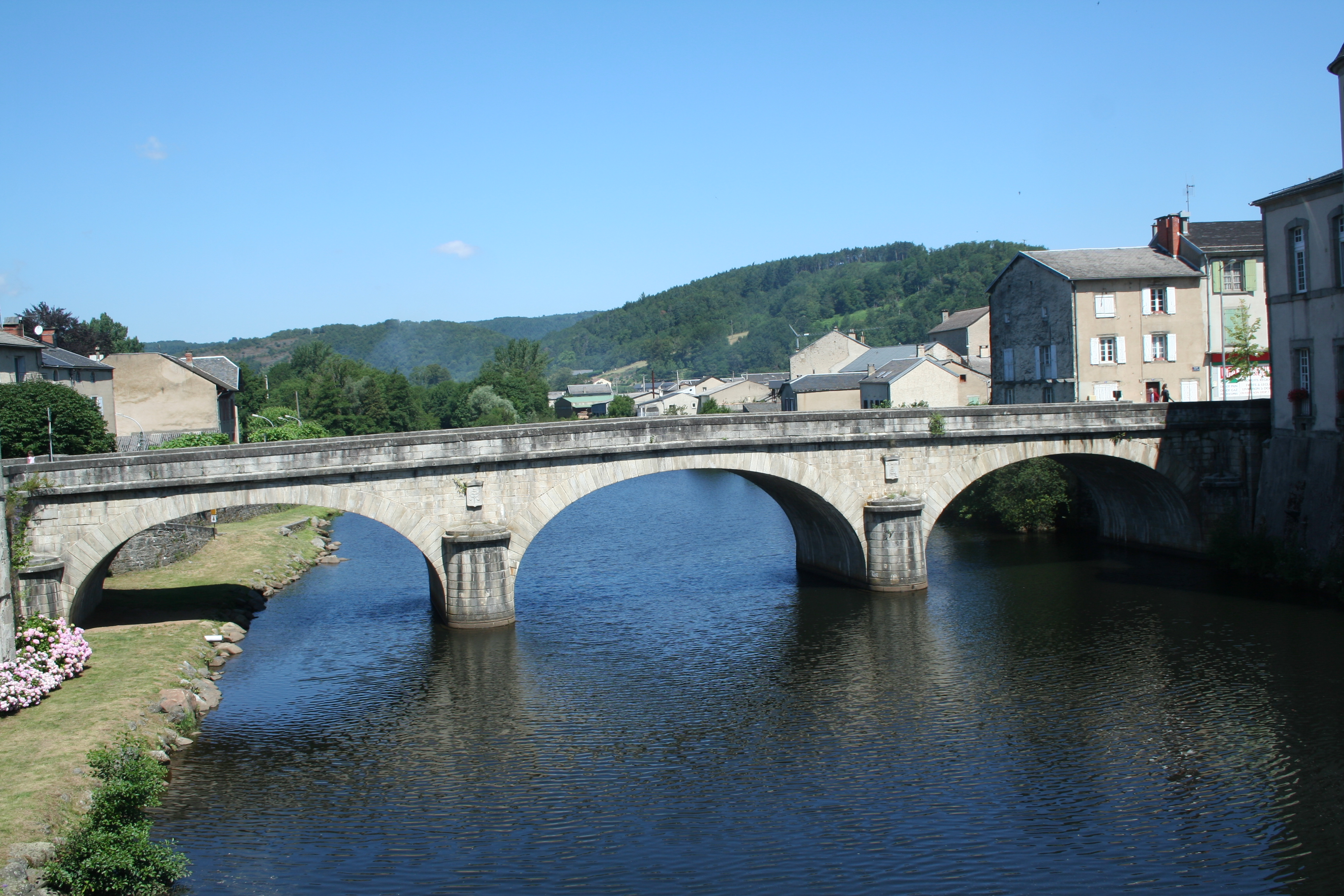
Puente nueve y río Agout.